# Messier 95
Messier 95 (còn gọi là M95 hay NGC 3351) là một thiên hà xoắn ốc có thanh cách Trái Đất khoảng 33 triệu năm ánh sáng trong chòm sao Sư Tử. Nó được Pierre Méchain phát hiện năm 1781, và được Charles Messier đưa vào danh lục của ông.
|  |

## Nhân thiên hà
Trung tâm thiên hà chứa một vùng hình thành sao có dạng hình vòng quanh tâm thiên hà với đường kính xấp xỉ 2000 ly (600 pc).

## Thông tin nhóm thiên hà
M95 là một thiên hà thuộc nhóm M96, một nhóm thiên hà trong chòm sao Sư Tử. Nhóm còn bao gồm các thiên thể Messier là M96 và M105.